# کالتر (کالیفرنیا)
کالتر (به انگلیسی: Cutler) یک منطقهٔ مسکونی در ایالات متحده آمریکا است که در شهرستان تولار، کالیفرنیا واقع شده‌است. کالتر ۲٫۰۹۰ کیلومتر مربع مساحت و ۵٬۰۰۰ نفر جمعیت دارد و ۱۱۰ متر بالاتر از سطح دریا واقع شده‌است.